# El Mela
El Mela är ett berg i Argentina.   Det ligger i provinsen La Rioja, i den nordvästra delen av landet, 1 000 km nordväst om huvudstaden Buenos Aires. Toppen på El Mela är 4 150 meter över havet.
Terrängen runt El Mela är kuperad åt nordväst, men åt sydost är den bergig. El Mela är den högsta punkten i trakten. Runt El Mela är det mycket glesbefolkat, med 2 invånare per kvadratkilometer.. Närmaste större samhälle är Anillaco, 18,9 km öster om El Mela. 
Omgivningarna runt El Mela är i huvudsak ett öppet busklandskap.